# Adrián Giampietri
Adrián Gustavo Giampietri (Quilmes, Buenos Aires, Argentina, 22 de febrero de 1979) es un exfutbolista argentino. Jugaba de enganche. Surgido de la cantera de Quilmes y considerado por los aficionados como un jugador emblemático de ese club, desarrolló su carrera como jugador profesional principalmente en equipos de las categorías del ascenso de su país, aunque también pudo actuar en la Primera División de Argentina y en clubes de España, Suiza, Chile, Colombia y Perú. 

## Trayectoria

### Clubes
| Club                         | País      | Año         |
| ---------------------------- | --------- | ----------- |
| Quilmes                      | Argentina | 1996 - 1998 |
| Badajoz                      | España    | 1998 - 1999 |
| Quilmes                      | Argentina | 1999        |
| Ferro Carril Oeste           | Argentina | 2000        |
| Quilmes                      | Argentina | 2000 - 2002 |
| FC Luzern                    | Suiza     | 2002 - 2003 |
| Belgrano                     | Argentina | 2003        |
| San Martín de Mendoza        | Argentina | 2004        |
| Sarmiento de Junín           | Argentina | 2004        |
| Ben Hur                      | Argentina | 2005        |
| Everton                      | Chile     | 2005 - 2006 |
| Deportivo Pereira            | Colombia  | 2006        |
| Ben Hur                      | Argentina | 2007        |
| Quilmes                      | Argentina | 2007 - 2008 |
| Sarmiento de Junín           | Argentina | 2009 - 2010 |
| Central Córdoba              | Argentina | 2010 - 2011 |
| Sport Boys                   | Perú      | 2011        |
| Berazategui                  | Argentina | 2011 - 2012 |
| Chaco For Ever               | Argentina | 2012 - 2013 |
| San Martín de Carhué         | Argentina | 2013        |
| Juventud Alianza             | Argentina | 2013 - 2014 |
| Alianza de Arteaga           | Argentina | 2014        |
| Unión de Laspiur             | Argentina | 2015        |
| Ticino                       | Argentina | 2016        |
| Juventud de Bernal           | Argentina | 2017        |
| Ferrocarril Oeste de Dolores | Argentina | 2018        |